# Caroline Daur
Caroline "Caro" Daur, née le 12 mars 1995 à Hambourg, 
est une blogueuse allemande et mannequin. Avec plus de 2,7 millions d'abonnés, elle est l'une des instagrameuses allemandes les plus connues de son pays,. Elle est décrite par le magazine Werben & Verkaufen comme étant « l'un des Allemands les plus influents ». Selon le site de statistiques et d'études de marché Statista, elle est la deuxième personnalité la plus influente de la mode avec le plus d'adeptes sur Instagram en Allemagne,.

## Biographie
Caroline a grandi à Seevetal près de Hambourg avec une sœur plus âgée. En plus de bloguer, elle étudie en parallèle la comptabilité. En 2015, elle a reçu le New Faces Award de l'hebdomadaire Bunte dans la catégorie Fashion Digital,,.
Le 16 février 2018, elle est apparue dans le quiz Wer weiß denn sowas? (de) (Qui sait quoi ?).
En outre, elle est présente dans des magazines de la presse people tel que Taff, Exclusiv – Das Starmagazin ainsi que dans la matinale de la chaine de télévision privée Sat.1.